# رژو شرش
رِژو شِرِش (مجاری: Seress Rezső؛ ‏ تلفظ مجاری: [ˈrɛʒøːˈʃɛrɛʃː]) با نام اصلی رژو اسپیتزر (زادهٔ ۱۸۹۹ – درگذشتهٔ ۱۹۶۸ در بوداپست) نوازندهٔ پیانو و آهنگساز اهل مجارستان بود.

## زندگی‌نامه
شِرِش بیشتر عمر خود را در فقر در بوداپست زندگی کرد. وی به‌علت یهودی بودن در اردوگاه کار توسط نازی‌ها در جنگ جهانی دوم زندانی شده بود اما از اردوگاه جان سالم به‌در برد و بعد از استخدام در تئاتر و سیرک به عنوان بندباز، بر روی آهنگ‌نویسی و خوانندگی بعد از جراحتی که دیده بود تمرکز کرد. او، بر اثر تمرینِ زیاد، موفق شد با یک دست پیانو بنوازد.
پس از موفقیتش برای آهنگ یکشنبهٔ غم‌انگیز، او می‌دانست دیگر نمی‌تواند موفقیتی مانند آن کسب کند و برای موج خودکشی‌ای که ایجاد کرده بود مورد نکوهش قرار می‌گرفت. او زمانی که شهرت و وفاداری‌اش به مجالس کمونیست کم شد، دچار افسردگی شد و سپس خودکشی کرد.

## آثار
او آهنگ‌های بسیاری، ازجمله: گارسون، صورت‌حسابم را بیاور و شیفتهٔ مست بودنم ساخته‌است. معروف‌ترین اثر او ولی یکشنبهٔ غم‌انگیز است که برایش بدنامی آورد و در سراسر دنیا موجب خودکشی صدها تن شد. این آهنگ بیش از هفتاد بار توسط خوانندگان مختلف به زبان‌هایی غیر از مجاری بازخوانی شده‌است.

## درگذشت
شِرِش در ژانویهٔ ۱۹۶۸، در بوداپست در ۶۸ سالگی اقدام به خودکشی کرد؛ او از پنجرهٔ اتاقش به بیرون پرید، اما زنده ماند. سپس در بیمارستان خود را با سیم خفه کرد. نیویورک تایمز در آگهی فوتِ او از واقعهٔ خودکشیِ او به «یکشنبهٔ غم‌انگیز» تعبیر کرده‌است.

## یادداشت
1. ↑  Fizetek főúr
2. ↑  Én úgy szeretek részeg lenni